# حفرة الطاعون
حفرة الطاعون plague pit هو مصطلح غير رسمي يستخدم للإشارة إلى المقابر الجماعية التي دفن فيها ضحايا الموت الأسود اي الطاعون. ويُستخدم المصطلح في الغالب لوصف الحفر الموجودة في منطقة بريطانيا العظمى، ولكن يمكن تطبيقه على أي مكان دفن فيه ضحايا الطاعون الدبلي.[بحاجة لمصدر]

## الأصل
يُقدر أن الطاعون الذي اجتاح الصين والشرق الأوسط وأوروبا في القرن الرابع عشر قد قتل ما بين ثلث وثلثي سكان أوروبا. وقد شكّل التخلص من جثث القتلى مشكلة كبيرة بالنسبة للسلطات، وفي نهاية المطاف انهارت أنماط الدفن والمراسم الجنائزية العادية.[بحاجة لمصدر]

## التفشي بشكل كبير

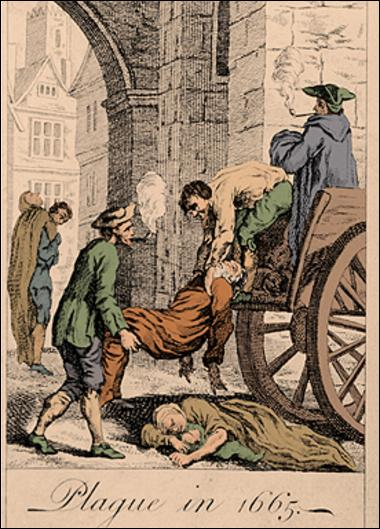

تم استخدام حفر الطاعون بشكل خاص في كثير من الأحيان أثناء تفشي الطاعون الكبير، مثل وباء لندن عام 1665. امتلأت المقابر بسرعة وأصبحت الرعايا متوترة؛ على سبيل المثال، كان عدد الوفيات في رعية كنيسة سانت برايد، فليت ستريت، في عام 1665 أعلى بستة أضعاف تقريبًا من المعدل الطبيعي.